# Lauriston Castle
O Lauriston Castle é um palácio da Escócia com vista para o Fiorde de Forth, em Edimburgo. Foi construído no século XVI como torre-casa, tendo sido ampliado no século XIX.

## História

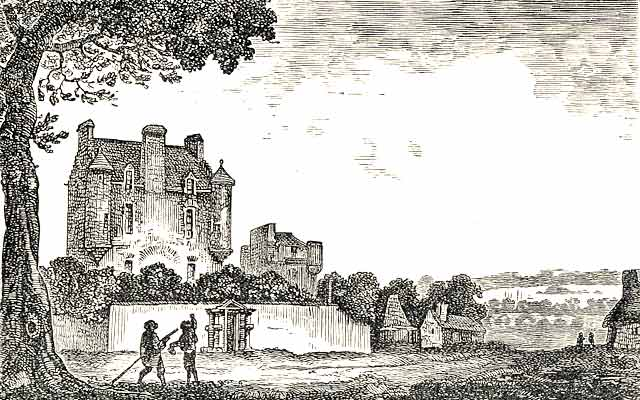
Lauriston Castle, Escócia: gravura de 1775, antes das adições de 1827, feitas por William Burn.

A torre-residência original foi construída cerca de 1590 por Sir Archibald Napier de Merchiston, o pai de John Napier (1550–1617), o inventor dos logarítmos, para o seu fllho mais novo, também chamado Archibald. Mais tarde, o edifício serviu de residência ao economista John Law (1671–1729) e a Andrew Rutherfurd, Lord Rutherfurd (1791–1854). Em 1827, Thomas Allan, um banqueiro e mineralogista, encarregou o arquitecto William Burn (1789–1870) de ampliar a casa ao estilo Jacobeano.
William Reid, proprietário da Morison and Co., adquiriu Lauriston Castle em 1902, instalando modernas canalizações e electricidade, tendo, juntamente com a sua esposa Margaret, enchido a residência com refinadas mobílias e obras de arte. Os Reids não tiveram filhos, pelo que deixaram o seu palácio jacobeano à Escócia na condição de que este deveria ser preservado sem alterações. A Cidade de Edimburgo tem administrado a propriedade desde a morte de Mrs Reid, em 1926, a qual oferece, actualmente, um fascinante vislumbre da vida da Era Eduardiana num palácio rural escocês.
Numa das suas numerosas renovações, foi instalada na parede exterior da esquina sudoeste um horóscopo astrológico entalhado em pedra. Segundo a opinião geral, o horóscopo foi dado por John Napier ao seu irmão. Este pode ser visto na parede frontal em algumas pinturas, abaixo da torre-escada mais à esquerda, próximo do solo.

## Características

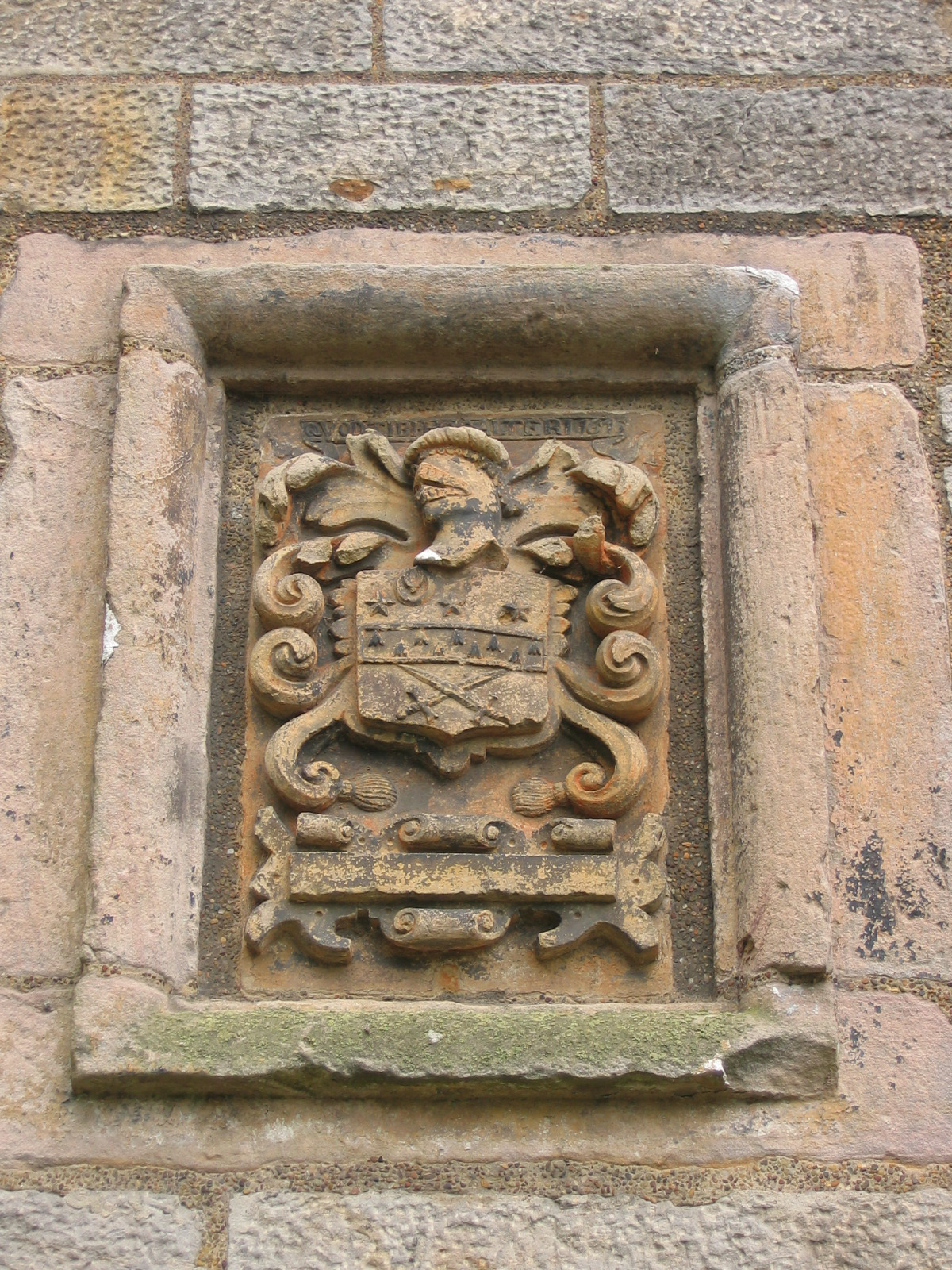
Lauriston Castle, Escócia: Pedra de Armas.

O Lauriston Castle era, primitivamente, uma torre-residência em alvenaria de pedra, com quatro pavimentos e uma planta em "L". Possuía uma torre-escada circular e torretas de ângulo com dois andares. Em 1827 foi adicionado um conjunto de construções, de forma a converter o edifício inicial num palácio rural.

## Jardins
Os jardins de Lauriston incluem um notável Jardim Japonês com um hectare. O jardim, construído por Takashi Sawano, foi inaugurado em Agosto de 2002.
Nas traseiras do Lauriston Castle é possível apreciar belas vistas do Rio Forth, as quais são apreciadas pelos membros do "Edinburgh Croquet Club"  nos três relvados de croquet que se situam entre o palácio e o rio.

## Curiosidades
Lauriston Castle, tal como muitos outros castelo escoceses, é alegadamente assombrado. Diz-se que no seu interior pode ser ouvido o som de passos fantasmagóricos.

## Galeria de imagens do Lauriston Castle

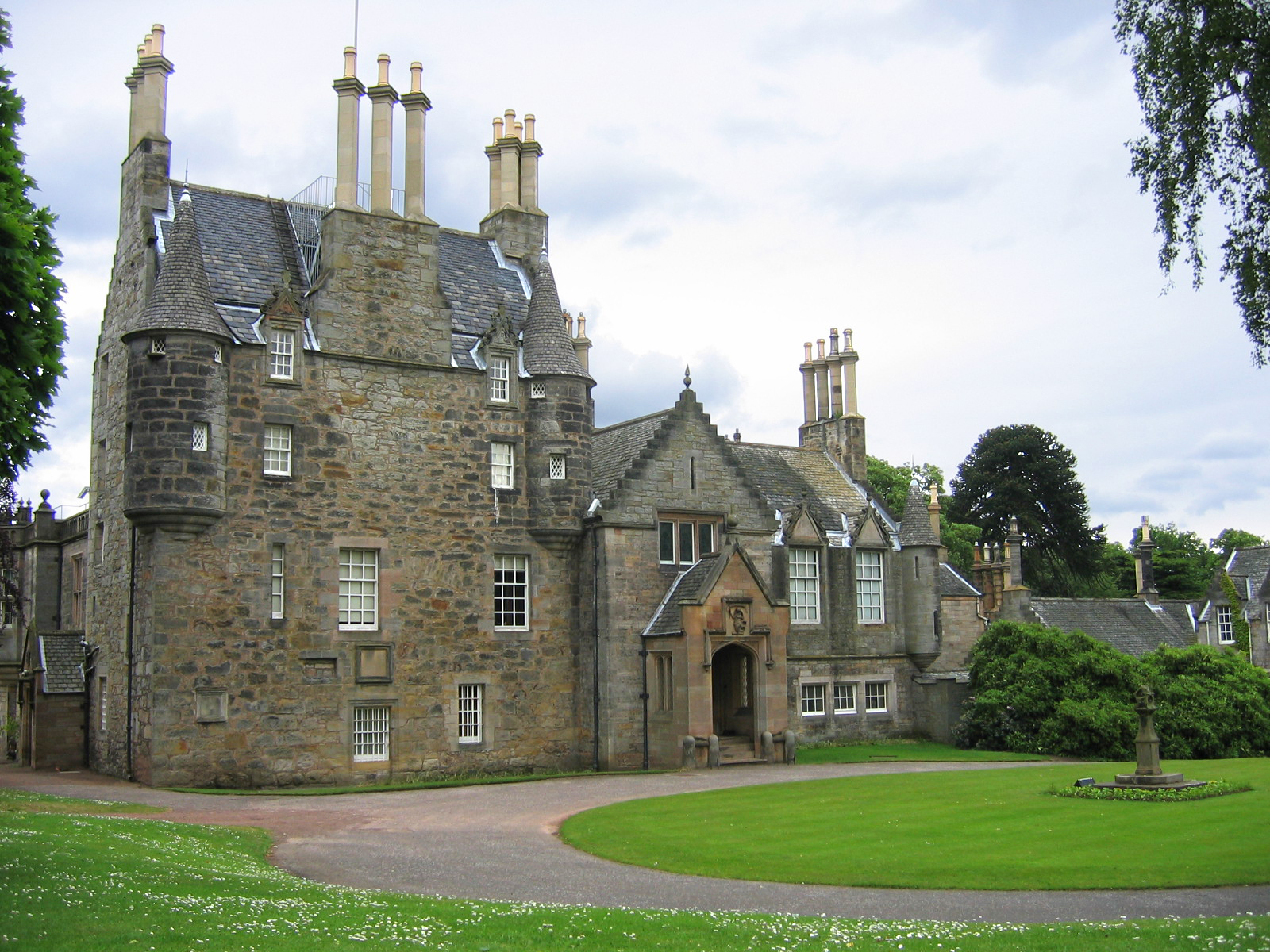
Fachada sul
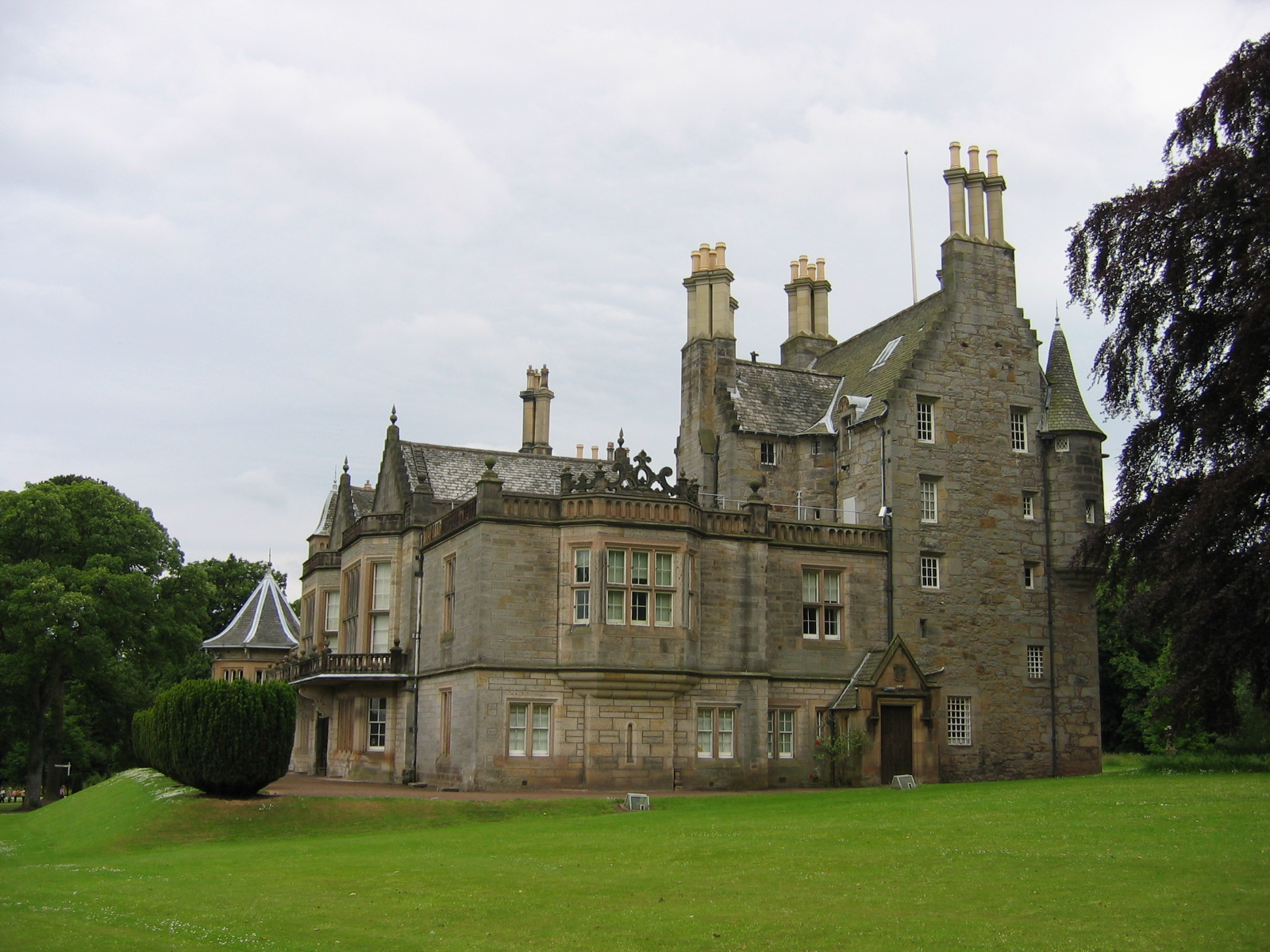
Fachada oeste
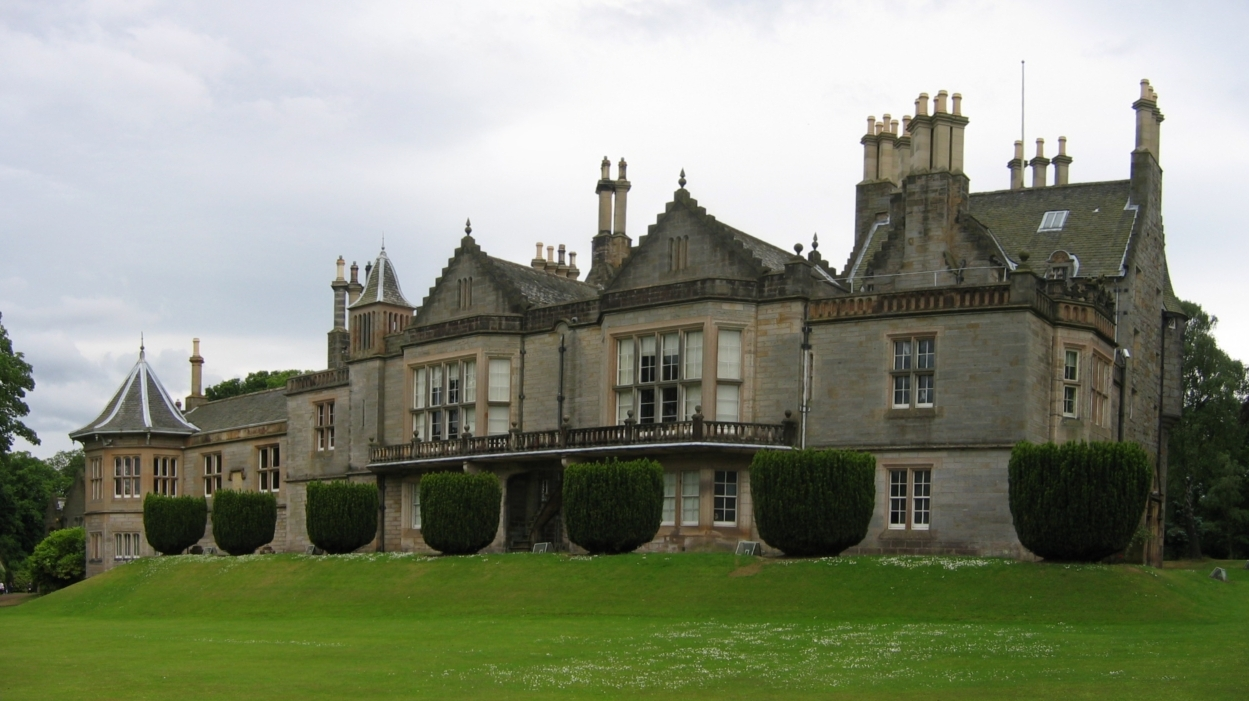
Fachada norte
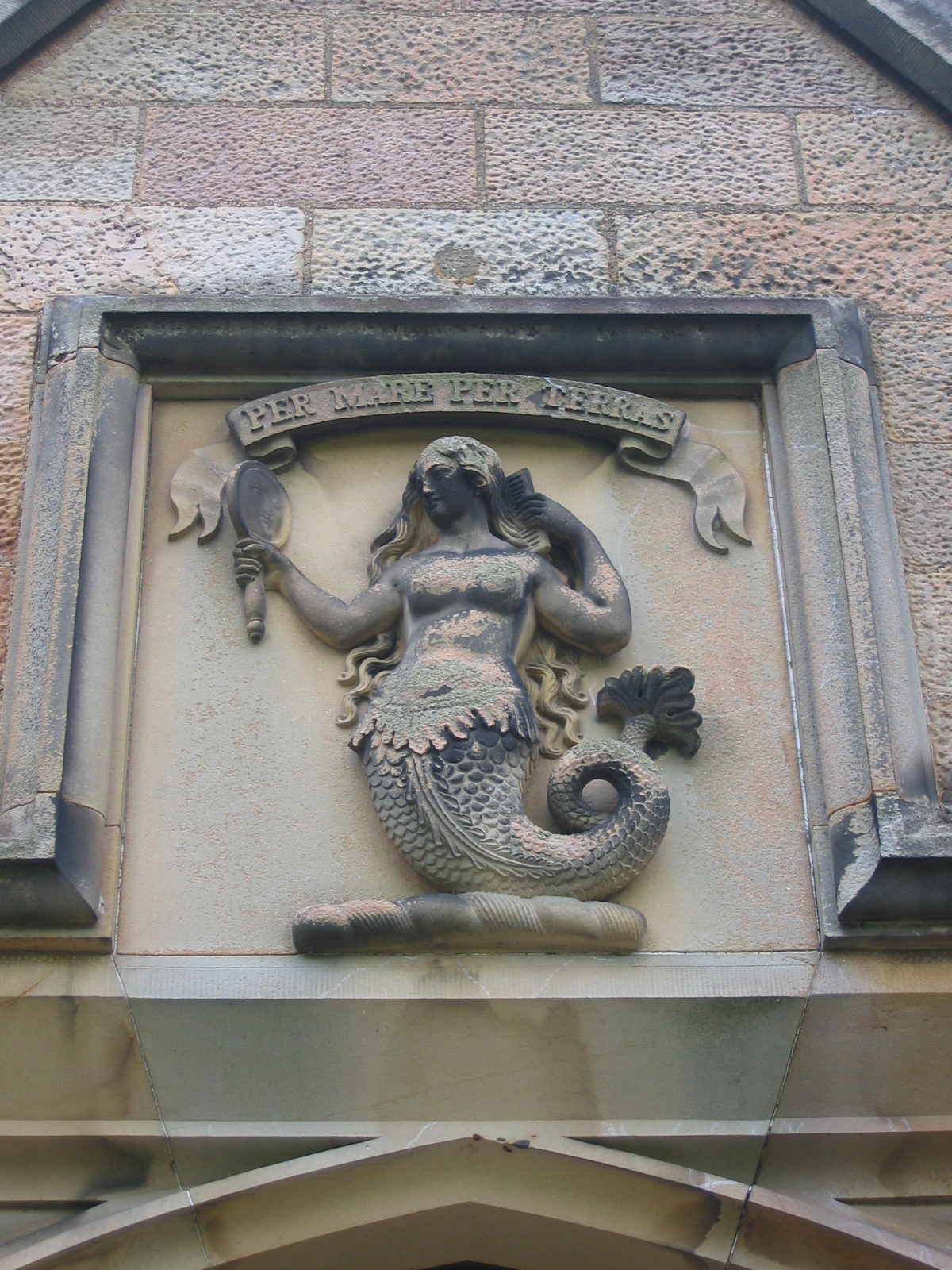
Uma sereia num pormenor da parede